# Vierge à l'Enfant de Feucherolles
La Vierge à l'Enfant de l'église Sainte-Geneviève à Feucherolles, une commune du département des Yvelines dans la région Île-de-France en France, est une sculpture créée au XIVe siècle. La Vierge à l'Enfant est classée monument historique au titre d'objet le 12 juillet 1912. 
Cette Vierge assise en pierre polychrome, portant l'Enfant debout sur ses genoux, tenait de la main droite, un bouquet de fleurs de cuivre doré, disparu pendant la Révolution. 
Le visage rond avec ses lèvres fines sous un nez droit, son cou épais, ses cheveux formant des boucles régulières, la position de ses mains, ainsi que les plis calmes des vêtements présentent des caractéristiques qui apparentent ce groupe à la famille stylistique de la statue de l'église paroissiale Saint-Nom-et-Notre-Dame de Levis-Saint-Nom.
Le siège sur lequel trône la Vierge a conservé sa polychromie originelle.     